# Francisco Seabra
Francisco Seabra (Recife, 13 de março de 1959) é astrólogo e professor. Filho do também astrólogo Geraldo Seabra, Francisco dedicou mais de trinta anos ao trabalho, estudo e desenvolvimento da Astrologia.
De agosto de 2003 a agosto de 2005 ele foi criador e coordenador do Grupo de Trabalho de Astrologia do Núcleo de Estudos dos Fenômenos Paranormais da Universidade de Brasília – UnB, onde desenvolveu relevantes pesquisas. Juntamente ao engenheiro Hiroshi Masuda, professor aposentado da Faculdade de Tecnologia da UnB, foi criador e professor do Curso de Extensão de Astrologia para Pesquisadores da Universidade de Brasília. Em 2004 participou de uma pesquisa onde um cientista da Universidade de Brasília, Prof. Paulo Celso dos Reis Gomes, da Faculdade de Tecnologia, apontou o índice de acerto de 95% na interpretação dos mapas feitos por Seabra. Também, com Paulo Celso, idealizou e coordenou o I Encontro Nacional de Astrologia na Universidade de Brasília, realizado em agosto de 2005. Proferiu conferência de encerramento da Conferência da Terra, da Universidade Federal da Paraíba, em junho de 2008. Em 2013, criou e passou a coordenar o Curso de Aperfeiçoamento em Formação e Pesquisa Astrológica no Centro Universitário de Brasília - UNICEUB.